# George Nevill, 5. Baron Bergavenny

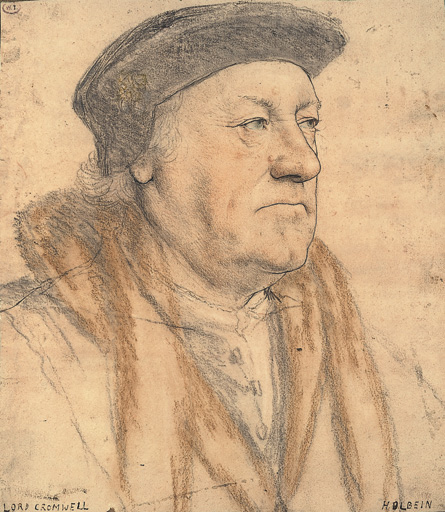
George Nevill, 5. Baron Bergavenny

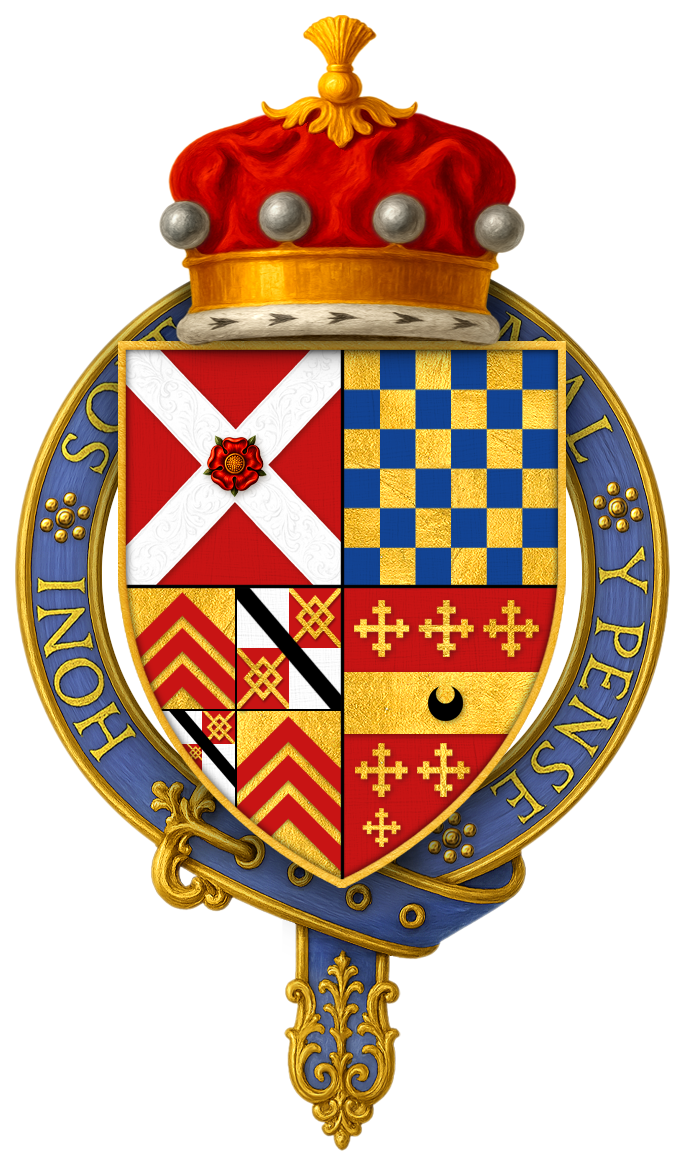
Wappen des George Nevill, 5. Baron Bergavenny

George Nevill(e), 5. Baron Bergavenny KG, PC (* 18. Oktober 1469 in Abergavenny, Wales; † 13. Juni 1535 in Birling, Kent) war ein englischer Adliger, Militärkommandant und Politiker. 

## Leben
Neville war der älteste Sohn von Georg Neville, 4. Baron Bergavenny (1440–1492) und seiner Gattin Lady Margaret (1453–1485), Tochter von Sir Hugh Fenne, sowie ältester Bruder von Edward Neville, dem Jugendfreund des späteren englischen Königs Heinrich VIII.
Neville studierte am Balliol College in Oxford und kam 1483 als Sekretär an den königlichen Hof nach London. Unter König Heinrich VII. Tudor kämpfte er am 17. Juni 1497 in der Schlacht von Deptford Bridge gegen die kornischen Aufständischen. Als Constable von Dover Castle ließ er die Verteidigungsanlagen weiter verstärken, indem er die Burg befestigte und einen Burggraben anlegen ließ. 1513 wurde Neville als Knight Companion in den Hosenbandorden aufgenommen und drei Jahre später ins Privy Council berufen. 
1521 wurde Neville auf Betreiben Kardinal Wolseys des Verrats angeklagt. Gleichfalls unter Anklage gestellt wurde sein Schwiegervater Edward Stafford, 3. Duke of Buckingham; dieser wurde zum Tode verurteilt und am 17. Mai 1521 auf dem Tower Hill enthauptet. Neville kam 1522 aus Mangel an Beweisen wieder frei und gewann 1530 die Gunst des Königs zurück. 1534 war er kurzzeitig Lord Warden of the Cinque Ports.

## Familie und Nachkommen
In erster Ehe heiratete er spätestens 1494 Lady Joan FitzAlan, Tochter des Thomas FitzAlan, 17. Earl of Arundel. Aus der Ehe hatte er eine Tochter:
- Hon. Elizabeth Nevill ⚭ Henry Daubeney, 1. Earl of Bridgewater.

In zweiter Ehe heiratete er spätestens 1495 Margret Brent († nach 1515), Tochter des William Brent, Gutsherr von Charing in Kent. Die Ehe blieb kinderlos.
In dritter Ehe heiratete er 1519 Lady Mary Stafford, Tochter von Edward Stafford, 3. Duke of Buckingham. Aus der Ehe gingen neun Kinder hervor:
- Henry Neville, 6. Baron Bergavenny († 1587);
- Hon. John Nevill († jung);
- Hon. Thomas Nevill;
- Hon. Catherine Nevill ⚭ John St Leger, Gutsherr von Annersley in Devon;
- Hon. Margaret Nevill ⚭ John Cheney;
- Hon. Dorothy Nevill († 1559) ⚭ William Brooke, 10. Baron Cobham;
- Hon. Ursula Nevill († 1575) ⚭ Sir Warham St Leger, Gutsherr von Ulcombe in Kent;
- Hon. Mary Nevill († 1576) ⚭ (1) Thomas Fiennes, 9. Baron Dacre, ⚭ (2) N.N. Wootton, Gutsherr von North Tuddenham in Norfolk, ⚭ (3) Francis Thursby, Gutsherr von Congham in Norfolk.

In vierter Ehe heiratete er Mary Brooke, Tochter des Thomas Brooke, 8. Baron Cobham. Die Ehe blieb kinderlos.